# Béla Balázs
Béla Balázs (Szeged, 4 de agosto de 1884 - Budapest, 17 de mayo de 1949), nacido Herbert Bauer, fue un poeta, dramaturgo, crítico de cine y guionista húngaro.

## Biografía
Hijo de padres alemanes judíos, Herbert Bauer adoptó su seudónimo "Béla Balázs" antes de mudarse en 1902 a Budapest, donde estudió húngaro y alemán en el Eötvös Collegium. 
Entre sus obras dramáticas, destaca sobre todo el libreto para El castillo de Barba Azul que escribió para su amigo Zoltán Kodály, quien a su vez le presentó al compositor de la ópera, Béla Bartók. La colaboración entre ambos continuó con la adaptación para ballet de El príncipe de madera.
Tras la caída de la República Soviética Húngara de Béla Kun en 1919, Bálasz se exilió a Viena y Alemania y, entre 1933 y 1945, a la Unión Soviética. György Lukács, que fue íntimo amigo suyo durante su juventud, se convirtió en acérrimo enemigo durante la etapa de la Gran Purga. En Viena, se convirtió en un prolífico crítico cinematográfico. Su primer libro sobre cine, «Der Sichtbare Mensch» (El hombre visible) (1924), contribuyó a fundar la teoría del «cine como lenguaje», que también influyó en directores como Sergéi Eisenstein y Vsévolod Pudovkin. También escribió el guion para la adaptación al cine de La ópera de tres peniques, dirigida en 1931 por G. W. Pabst, y que conllevó el enfado y la denuncia de Bertolt Brecht. Más tarde, colaboró con Leni Riefenstahl en la producción de su primera película, Das Blaue Licht (1932), aunque posteriormente ella eliminó su nombre de los títulos de crédito. Otra de sus obras más conocidas es Valahol Európában (En algún lugar de Europa, 1947).
Los últimos años de su vida estuvieron marcados por las vejaciones en su tierra natal, y un reconocimiento cada vez mayor en el mundo germano. En 1949 recibió el premio más importante de Hungría, el Premio Kossuth. También en 1949 terminó su Teoría del cine, que fue publicada póstumamente en inglés. En 1958, se creó el Premio Béla Balázs en honor a su carrera y a sus logros como cineasta y crítico cinematográfico.